# Spanische Squashnationalmannschaft
Die spanische Squashnationalmannschaft ist die Gesamtheit der Kader des spanischen Squashverbandes Real Federación Española de Squash. In ihm finden sich spanische Sportler wieder, die ihr Land sowohl in Einzel- als auch in Teamwettbewerben national und international im Squashsport repräsentieren.

## Historie

### Herren
Spanien nahm erstmals 1985 an der Weltmeisterschaft teil. Bis 1999 schied die Mannschaft bei jeder Austragung in der Gruppenphase aus, ehe 2001 und 2003 auf eine Teilnahme verzichtet wurde. Zwischen 2005 und 2011 kam Spanien abermals nicht über die Gruppenphase hinaus. Das beste Resultat war bis 2017 ein 14. Platz bei der Weltmeisterschaft 1989. 2017 schloss die Mannschaft das Turnier auf dem elften Platz ab, dabei zog sie erstmals ins Achtelfinale ein. Zwei Jahre darauf verbesserte sich die Mannschaft auf den achten Platz.
An Europameisterschaften nimmt Spanien regelmäßig teil, eine Platzierung unter den besten vier gelang der Mannschaft erstmals 2018. Das Halbfinale gegen England wurde zwar verloren, die anschließende Partie um Bronze gegen Deutschland wurde dagegen mit 4:0 gewonnen. 2019 zog die Mannschaft erstmals ins Finale ein, in dem sie England knapp unterlag.

## Letzter WM-Kader
Bei der letzten Teilnahme 2019 bestand die spanische Mannschaft aus den folgenden Spielern:
| Rang | Name          | Geburtsdatum   | WRL | Einsätze | Siege | Niederlagen |
| ---- | ------------- | -------------- | --- | -------- | ----- | ----------- |
| 1.   | Borja Golán   | 6. Januar 1983 | 34  | 7        | 3     | 4           |
| 2.   | Iker Pajares  | 22. März 1996  | 35  | 6        | 4     | 2           |
| 3.   | Edmon López   | 16. Juli 1996  | 56  | −        | −     | −           |
| 4.   | Carlos Cornes | 29. April 1989 | 75  | 6        | 5     | 1           |

## Bilanz
| Herren |                    |                    |                    |                    |                    |
| Jahr   | Austragungsort     | Runde              | Platzierung        | Siege              | Niederlagen        |
| 1967   | Melbourne          | nicht teilgenommen | nicht teilgenommen | nicht teilgenommen | nicht teilgenommen |
| 1969   | Birmingham         | nicht teilgenommen | nicht teilgenommen | nicht teilgenommen | nicht teilgenommen |
| 1971   | Palmerston North   | nicht teilgenommen | nicht teilgenommen | nicht teilgenommen | nicht teilgenommen |
| 1973   | Johannesburg       | nicht teilgenommen | nicht teilgenommen | nicht teilgenommen | nicht teilgenommen |
| 1976   | Birmingham         | nicht teilgenommen | nicht teilgenommen | nicht teilgenommen | nicht teilgenommen |
| 1977   | Toronto            | nicht teilgenommen | nicht teilgenommen | nicht teilgenommen | nicht teilgenommen |
| 1979   | Brisbane           | nicht teilgenommen | nicht teilgenommen | nicht teilgenommen | nicht teilgenommen |
| 1981   | Stockholm          | nicht teilgenommen | nicht teilgenommen | nicht teilgenommen | nicht teilgenommen |
| 1983   | Auckland           | nicht teilgenommen | nicht teilgenommen | nicht teilgenommen | nicht teilgenommen |
| 1985   | Kairo              | Gruppenphase       | 18.                | 2                  | 5                  |
| 1987   | London             | Gruppenphase       | 20.                | 3                  | 7                  |
| 1989   | Singapur           | Gruppenphase       | 14.                | 6                  | 2                  |
| 1991   | Helsinki           | Gruppenphase       | 17.                | 3                  | 3                  |
| 1993   | Karatschi          | Gruppenphase       | 17.                | 3                  | 3                  |
| 1995   | Kairo              | Gruppenphase       | 18.                | 3                  | 3                  |
| 1997   | Petaling Jaya      | Gruppenphase       | 21.                | 2                  | 4                  |
| 1999   | Kairo              | Gruppenphase       | 22.                | 2                  | 4                  |
| 2001   | Melbourne          | nicht teilgenommen | nicht teilgenommen | nicht teilgenommen | nicht teilgenommen |
| 2003   | Wien               | nicht teilgenommen | nicht teilgenommen | nicht teilgenommen | nicht teilgenommen |
| 2005   | Islamabad          | Gruppenphase       | 17.                | 3                  | 4                  |
| 2007   | Chennai            | Gruppenphase       | 19.                | 2                  | 3                  |
| 2009   | Odense             | Gruppenphase       | 23.                | 1                  | 4                  |
| 2011   | Paderborn          | Gruppenphase       | 17.                | 4                  | 3                  |
| 2013   | Mülhausen          | nicht teilgenommen | nicht teilgenommen | nicht teilgenommen | nicht teilgenommen |
| 2015   | Kairo              | keine Austragung   | keine Austragung   | keine Austragung   | keine Austragung   |
| 2017   | Marseille          | Achtelfinale       | 11.                | 3                  | 3                  |
| 2019   | Washington, D.C.   | Viertelfinale      | 8.                 | 4                  | 3                  |
| Gesamt | 14 / 26 Teilnahmen | 14 / 26 Teilnahmen | 0 Titel            | 41                 | 51                 |